# Battle Born
Battle Born è il quarto album del gruppo rock statunitense The Killers, pubblicato in tutto il mondo il 18 settembre 2012. Il titolo dell'album, che fa riferimento alla frase riportata sulla bandiera del Nevada, stato di cui la band è originaria, è stato confermato in una nota del 1º giugno sul sito ufficiale del gruppo. Il 17 luglio è stato pubblicato il primo singolo tratto dall'album, Runaways.

## Tracce
Secondo la tracklist pubblicata inizialmente su Amazon.com e poi confermata ufficialmente, l'album è costituito da 12 brani, scritti e composti dai The Killers.
1. Flesh and Bone – 3:58
2. Runaways – 4:04
3. The Way It Was – 3:51
4. Here With Me – 4:52
5. A Matter Of Time – 4:11
6. Deadlines and Commitments – 4:22
7. Miss Atomic Bomb – 4:53
8. The Rising Tide – 4:17
9. Heart of a Girl – 4:34
10. From Here on Out – 2:28
11. Be Still – 4:33
12. Battle Born – 5:13

Tracce bonus nell'edizione deluxe
1. Carry Me Home – 3:45
2. Flesh and Bone (Jacques Lu Cont remix) – 5:45
3. Prize Fighter – 4:38

Tracce bonus dell'edizione limitata Universal Music
1. Be Still (Alternate Version)
2. Runaways (Michel remix)

## Classifiche
| Classifica                     | Posizione massima |
| ------------------------------ | ----------------- |
| Australia                      | 2                 |
| Austria                        | 3                 |
| Belgio (Fiandre)               | 6                 |
| Belgio (Vallonia)              | 14                |
| Canada                         | 3                 |
| Danimarca                      | 8                 |
| Finlandia                      | 10                |
| Francia                        | 29                |
| Germania                       | 2                 |
| Irlanda                        | 1                 |
| Italia                         | 7                 |
| Giappone                       | 38                |
| Messico                        | 2                 |
| Nuova Zelanda                  | 2                 |
| Norvegia                       | 2                 |
| Paesi Bassi                    | 7                 |
| Polonia                        | 22                |
| Portogallo                     | 4                 |
| Regno Unito                    | 1                 |
| Repubblica Ceca                | 17                |
| Spagna                         | 3                 |
| Stati Uniti                    | 3                 |
| Stati Uniti Alternative Albums | 1                 |
| Stati Uniti Rock Albums        | 1                 |
| Svezia                         | 5                 |
| Svizzera                       | 2                 |